# ثيودور إيشيرش
ثيدور إيشيرش (بالألمانية: Theodor Escherich) ـ (أنسباخ، مملكة بافاريا 29 نوفمبر 1857 ـ فيينا، الإمبراطورية النمساوية المجرية 15 فبراير 1911)، طبيب أطفال ألماني نمساوي وعالم أحياء، اكتشف الإشريكية القولونية (إيشيرشيا كولاي)، التي تعيش في أمعاء الثدييات، واكتشف خصائصها، فسميت باسمه سنة 1919. كان أستاذاً بجامعات ميونخ وغراتس وفيينا.

## روابط خارجية
- ثيودور إيشيرش على موقع الموسوعة البريطانية (الإنجليزية)

## حياته
حصل ثيودور إيشيرش على درجة الدكتوراه في الطب سنة 1881، وكرس حياته لدراسة الأحياء الدقيقة، وكان من أهم منجزاته في هذا المجال اكتشافه الإشريكية القولونية سنة 1885.
في سنة 1890 عين إيشيرش أستاذاً لطب الأطفال في جامعة كارل فرانتس في غراتس، وفي سنة 1902 انتقل لشغل هذا المنصب في جامعة فيينا، حيث تولى إدراة مستشفى القديسة آنا للأطفال.
في سنة 1903 أسس إيشيرش جمعية حماية الرضع (بالألمانية: Säuglingsschutz) وبدأ حملة موسعة للدعوة إلى الرضاعة الطبيعية.